# Synagogue de Heidelberg (1878-1938)
La synagogue de Heidelberg a été construite en 1878 et comme la majorité des synagogues en Allemagne, elle est détruite par les nazis en 1938.
Heidelberg est une ville du district de Karlsruhe dans le Land de Bade-Wurtemberg. Importante ville universitaire, située sur les deux rives du Neckar, elle compte actuellement un peu moins de 150 000 habitants.

## Histoire de la communauté juive

### La communauté juive au Moyen Âge
Des Juifs ont certainement vécu à Heidelberg, ville de résidence des comtes palatins, dès le début du XIIIe siècle. La première mention officielle date de 1275. En 1300, Anselm, notre Juif à Heidelberg est enregistré comme témoin lors de la vente du village de Sandhofen au monastère de Schönau. Lors des pogroms de 1348-1349 dus à l'épidémie de peste noire, la communauté est anéantie et tous les biens des Juifs assassinés sont confisqués par l'électeur Robert Ier le Rouge et offerts à son vassal Engelbert de Hirschhorn En 1350, des familles juives de Worms et de Spire, ayant échappé aux pogroms déclenchés dans leur ville, trouvent refuge à Heidelberg où ils peuvent s'installer moyennant une forte taxe. L'argent de protection (Schutzgeld) reçu des Juifs va se monter annuellement à 100 florins, et cette taxe est inscrite dans les règlements de la ville à partir de 1357. Les Juifs ont alors l'autorisation d'acheter des terrains et des maisons, et certains occupent des positions respectables: un Juif est médecin à la cour du comte palatin et un autre collecteur d'impôts. Cette deuxième communauté va exister jusqu'à l'expulsion définitive en 1390 de tous les Juifs du Palatinat par Robert II. Tous leurs biens sont saisis, la synagogue est transformée en chapelle. De nombreux manuscrits juifs rares et précieux vont rejoindre les collections de l'université, à l'exception d'une copie du Talmud, qui est vendue après la guerre de Trente Ans à la Bibliothèque du Vatican.

### Les Juifs à Heidelberg auxXVIIeetXVIIIesiècles
Avant le milieu du XVIIe siècle, des Juifs sont autorisés à s'installer à Heidelberg de façon individuelle, mais pour un temps limité : en 1526, Abraham de Thum obtient l'autorisation d'y séjourner "une ou trois semaines".  En 1528, le comte palatin Louis autorise Moïse de Silésie à passer deux ans à Heidelberg, moyennant le versement d'une redevance annuelle de 27 florins. Cet accord lucratif sera prolongé en 1530 pour trois ans.
Ce n'est qu'après 1648 que quelques familles juives obtiennent l'autorisation de s'installer en ville. La famille Oppenheimer arrive vers 1660, et c'est dans cette ville que nait en 1698 le Juif de cour Joseph Süss Oppenheimer. En 1689, lors du sac du Palatinat par les troupes françaises, 35 familles juives, représentant 167 personnes des villages environnant trouvent refuge à Heidelberg et doivent participer par une lourde taxe de séjour aux frais d'hébergement des soldats palatins.
En 1652, Jacob Israel (1621-1674) devient le premier professeur juif de l'université. Botaniste et anatomiste, il organise des dissections publiques du corps humain avec frais d'entrée, et établit l'interdiction de l'élevage du porc dans la ville. Il vit dans la Judengasse.
Au début du XVIIIe siècle, on compte onze familles, et ce nombre va augmenter au cours des décennies suivantes, passant à 18 puis 20 familles. En 1724, les Juifs sont admis à l'université de Heidelberg et en 1728, un étudiant juif obtient pour la première fois un doctorat à l'université. 

### La nouvelle communauté auxXIXeetXXesièclesavant le nazisme
En 1827, Heidelberg devient le siège d'une synagogue de district et en 1875, le rabbinat de Heidelberg prend aussi en charge les villes de Ladenburg et de Sinsheim.   
Après le rattachement de Heidelberg au grand-duché de Bade en 1803, les restrictions concernant les Juifs sont graduellement levées et ceux-ci obtiennent les pleins droits civiques. Mais un fort ressentiment antijuif persiste et les Juifs sont attaqués lors des émeutes Hep-Hep de 1819 et lors de la Révolution de mars de 1848.
En 1816, le nombre de Juifs à Heidelberg est de 218 sur une population totale de 8 983 habitants, soit 2,4%. Fin 1839, le nombre de Juifs est de 284 sur une population totale de 13 300, et en décembre 1849 de 273 Juifs sur 13 502 habitants.
En quelques années, la population juive va fortement progresser pour atteindre 445 en 1852 et 927 en 1900 sur un total de 53 144 habitants, avec le développement d'une classe moyenne et supérieure, partisan de l'assimilation et sur le plan religieux de la réforme. On trouve alors des professions libérales, des professeurs, des industriels et des banquiers. Le responsable du judaïsme réformé à Heidelberg et dans le pays de Bade est Karl Rehfuss (1792-1842), professeur à l'université et qui fonda une école élémentaire juive en 1821. Il est soutenu par R. Salomon Fürst (1792-1870), grand-rabbin de Heidelberg, puis grand rabbin de district à partir de 1827. Fürst adopte le livre de prière de la réforme et introduit un orgue dans la synagogue en 1854. En 1876, une nouvelle synagogue est inaugurée, ainsi qu'un nouveau cimetière juif. En 1894, la première loge B'nai B'rith est ouverte.
Dans le courant du XIXe siècle, le nombre d'étudiants juifs à l'université va progresser pour atteindre un pic de 76 pendant la période 1884-1888. Certains viennent de la Russie tsariste, comme le poète hébreu Shaul Tchernichovsky (1875-1943) ou l'historien Yosef Klausner (1874-1958). Parmi les enseignants, plusieurs décident de se convertir pour pouvoir progresser dans la carrière académique, car l'université demeure un foyer d'antisémitisme. À partir de 1878, Herman (Tzvi Hirsch) Shapira (1848-1948), qui deviendra un des premiers responsables de Hovevei Tsion (Amants de Sion) et co-initiateur de l'Université hébraïque de Jérusalem et du Fonds national juif (KKL), suit pendant quatre ans des études de mathématiques et de physique à l'université.
Le nombre le plus élevé d'habitants juifs est atteint en 1925 avec 1 412 personnes. Depuis le XIXe siècle, de nombreux Juifs possèdent des entreprises industrielles ou commerciales, et le nombre de professeurs juifs à l'université va aller en croissant. En 1933, les commerçants juifs exercent dans tous les secteurs de l'économie. Il y a de nombreux grossistes et plusieurs fabriques de cigares, dont l'une emploie quelque 230 ouvriers. Une des usines les plus importantes détenues par des Juifs est la Möbelwerke Baden qui fabrique des meubles.

### La période nazie
Après 1933 et l'arrivée au pouvoir des nazis, les 45 professeurs de l'université d'origine juive sont obligés de démissionner de leur poste d'enseignant. Parmi eux, se trouvent   les juristes Ernst Levy et Walter Jellinek (de), le romaniste Helmut Hatzfeld, le dermatologue Siegfried Bettmann et le physiologiste et prix Nobel Otto Meyerhof. En 1935, il ne reste plus qu'un seul étudiant juif à l'université, plus quelques-uns issus de mariage mixte.
En 1933, 1 102 personnes juives vivent à Heidelberg, nombre auquel on peut ajouter 115 personnes converties mais d'origine juive. Cela représente environ 1,5% de la population totale de la ville. Progressivement, dès cette date, les Juifs sont éliminés de la vie économique, sociale et culturelle de la ville. Ils sont exclus de la plupart des professions et leurs commerces sont boycottés. Tous les établissements commerciaux ou industriels détenus par des Juifs sont vendus à des non-juifs pour des montants symboliques ou font faillites. À partir de septembre 1938, les enfants juifs ne peuvent plus étudier dans les écoles allemandes. Les Juifs ont l'interdiction de pénétrer dans les centres de loisir ou sportifs et doivent livrer aux autorités leurs radios, appareils photo, vélos, etc.
Lors de la nuit de Cristal du 9 au 10 novembre 1938, la synagogue est incendiée et de nombreux commerces  et habitations détenus par des Juifs sont pillés et saccagés. 150 Juifs, principalement des hommes, sont arrêtés et envoyés au camp de concentration de Dachau.
Devant le danger menaçant, de nombreux Juifs quittent la ville dès 1933, et émigrent principalement aux États-Unis et en Palestine. Entre 1933 et 1939, ce sont près de 800 Juifs de Heidelberg, y compris ceux arrivés après 1933, qui ont fui la ville, tandis qu'en 1938-1939, quatorze Juifs d'origine polonaise sont expulsés vers la frontière polonaise.
Dès le début de la Seconde Guerre mondiale, le 1er septembre 1938, les Juifs ne peuvent plus résider dans des maisons aryennes et sont entassés dans des Judenhäusern (maisons juives), par exemple au 19a Bundenstrasse ou au 14 Landfriedstrasse. Le port de l'étoile jaune est rendu obligatoire en septembre 1941.
Le matin du 22 octobre 1940, entre 4 heures et 7 heures, à l'instigation des Gauleiter de Bade et de Sarre-Palatinat, Robert Wagner et Josef Bürckel, les citoyens juifs de Heidelberg sont rassemblés par la Gestapo sur la Marktplatz (place du marché au centre-est de la ville) avec l'interdiction d'emporter plus de 50 kilos de bagage et plus de 100 marks, avant d'être embarqués dans des camions et conduits à la gare.
À 18h15, un premier train contenant 282 hommes, femmes et enfants, enfermés dans des wagons plombés quitte Heidelberg vers le camp de Gurs en France, où ils arriveront après 4 jours de trajet. En tout, 6 500 Juifs du pays de Bade et de Sarre-Palatinat seront déportés à Gurs lors de l'opération qui prendra le nom d'Action Wagner-Bürckel. À Gurs, 55 personnes de Heidelberg vont mourir en raison des mauvais traitements et des conditions sanitaires désastreuses, 31 autres meurent dans d'autres camps en France et 109 sont déportés vers divers camps d'extermination en Europe de l'Est. 91 réussissent à survivre en se cachant, et le sort de 13 autres est inconnu.
Les malades et leurs proches, les dirigeants de la communauté juive et les Juifs mariés à des « aryens » et leurs enfants, sont déportés au cours des années suivantes par petits groupes.
Du 12 au 14 février 1945, les derniers Juifs de Heidelberg sont déportés au camp de concentration de Theresienstadt. Ce sont principalement les conjoints juifs de mariages mixtes qui avaient bénéficié jusqu'alors d'une certaine mansuétude. Seuls une quarantaine de Juifs réussissent à éviter la déportation en se cachant chez des amis non-juifs. Parmi eux, le Dr Fritz Cahn-Garnier (de), futur maire de Mannheim, qui est caché pendant 44 jours, dans l'appartement à Atzelhof, à côté de Spire, du social-démocrate Otti Winteroll, au péril de sa vie, jusqu'à l'arrivée des Américains en mars 1945.  
Le "Gedenkbuch für die Opfer der NS-Judenverfolgung in Baden-Württemberg" (Livre commémoratif pour les victimes de la persécution nazie des Juifs dans le Bade-Wurtemberg) donne le nom de 258 citoyens juifs de Heidelberg assassinés par les nazis.
Après la Seconde Guerre mondiale, la communauté juive, formée d'anciens habitants de Heidelberg et de survivants des camps, compte environ 260 personnes en 1948. Ils ne seront plus que 100 en 1990 après une forte émigration vers Israël. Ce chiffre remonte à 500 vers 2004 avec l'arrivée de Juifs en provenance de l'Union soviétique.

## Histoire des synagogues

### Au Moyen Âge
Le quartier où habitaient les Juifs était limité à la Judengasse (ruelle des Juifs), renommée au XIXe siècle la Dreikönigstrasse, qui se terminait à une extrémité par la Judentor (porte des Juifs). Cette porte a été démolie au XVIIIe siècle. La Simmelgasse devenue la Semmelgasse doit certainement son nom au Juif Simelin qui vivait à Heidelberg vers 1366.
La synagogue qui a probablement été construite en 1350, après l'arrivée des Juifs de Worms et de Spire, se trouve au 25 Dreikönigstraße, angle de la Untere Straße, à l'endroit où se trouve actuellement le 24  Untere Straße. La synagogue se compose d'une grande salle rectangulaire de dimensions internes 8,4 mètres par 14 mètres. En plus, elle comprend une cour murée, un jardin et un autre bâtiment, probablement l'école.
En 1391, peu de temps après l'expulsion des Juifs, la synagogue est transformée lors d'une messe solennelle célébrée par l'évêque de Worms Eckard von Dersch, en une église à la gloire de Dieu et de Marie. Pendant longtemps utilisée comme chapelle de l'université et comme auditorium de la faculté de théologie et de droit, elle sera désignée sous le nom de capella beatae Mariae virginis ou de capella universitatis. Plus tard elle est utilisée comme auditorium de la faculté de médecine, où se déroule la remise des diplômes et où ont lieu les réunions des docteurs et des maîtres.
En 1689, pendant la guerre de la Succession Palatine, l'ancienne synagogue est détruite lors de l'incendie de Heidelberg par les Français.
Dans le voisinage immédiat de la synagogue, avait été construit un Mikvé (bain rituel). Celui-ci se trouvait soit dans la cave des maisons situées actuellement au 26 et 28 Untere Straße soit au sous-sol de la maison du 25 Dreikönigstraße. Un escalier en colimaçon partiellement clos plaide en faveur de ce second site.

### Les temps modernes: salle de prière et première synagogue
Depuis la fin du XVIIe siècle, la nouvelle communauté utilise pour les offices une salle de prière (Judenschule) située dans une maison privée. D'après la législation du Palatinat du Rhin, il est interdit aux Juifs d'avoir une synagogue indépendante, et seules les salles de prière dans une maison privée sont tolérées. En 1702, un chantre en même temps maître d'école est embauché. En 1704, Hirsch Fränkel est nommé rabbin régional avec son siège à Heidelberg. 

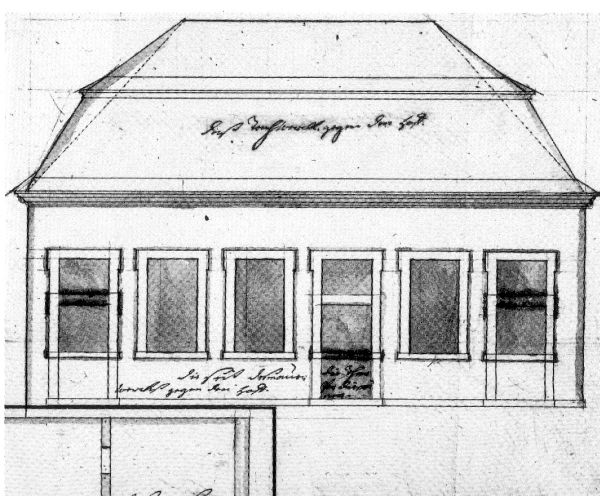
La maison Zur Blauen Lilie où est située la première synagogue de Heidelberg

À partir de 1700, la salle de prière se trouve dans la maison de Feist Oppenheimer, au 3 Merianstrasse, près du collège des Jésuites. Oppenheimer construit cette maison après l'incendie de la ville en 1693 et en la transformant en synagogue, devient de ce fait un des leaders de la communauté juive. Cette synagogue est indiquée sur un plan datant de 1713 sous le nom de Synagoga Judaeorum. La proximité de la synagogue du collège des Jésuites et de l'église des Jésuites conduit les Jésuites en 1714 à déposer plainte auprès de l'électeur Jean-Guillaume : la synagogue fait trop de bruit, et en conséquence, les Juifs doivent  être éloignés du collège des Jésuites. Mais les Jésuites durent admettre que le bruit n'était pas causé par les Juifs, mais par les étudiants qui jetaient des pierres sur la synagogue. Cependant, afin d'éviter une escalade du conflit, la majorité de la communauté juive, avec à sa tête son président Lazare Moïse Oppenheimer, décide d'acheter la maison Zur Blauen Lilie (au lilas bleu) située à l'intersection de la Große Mantelgasse et de la Lauerstrasse pour l'aménager en synagogue. Une autre partie de la communauté, avec à sa tête l'autre président et propriétaire de l'ancienne synagogue, Feist Oppenheimer, s'oppose à cette résolution.
Le projet de création d'une nouvelle synagogue est tout d'abord refusé par les autorités locales. Après de nombreuses tractations avec les représentants de la communauté juive, la commission de police décide fin octobre 1714 de visiter la maison Zur Blauen Lilie. Constatant que le bâtiment est suffisamment éloigné du centre-ville pour ne causer cette fois-ci aucun gène, elle donne alors son accord pour l'achat du bâtiment par des Juifs.
Le bâtiment est aménagé selon les plans de l'architecte de la ville Johann Adam Breunig. Selon l'accord signé avec la municipalité, les fenêtres donnant sur la Große Mantelgasse sont murées, et de l'extérieur, la maison ne doit en aucun cas ressembler à une église. Le coût de l'achat et de la rénovation du bâtiment se chiffre à 3 000 florins. Les opposants au projet, Feist Oppenheimer et ses amis, refusent de participer à son financement, sous prétexte qu'il avait mis gracieusement à disposition de la communauté, pendant quinze ans, l'autre synagogue située dans sa maison. Le différend entre Lazare Moïse Oppenheimer et Feist Oppenheimer va s'amplifier malgré l'intervention en avril 1715 des rabbins Jacob de Worms, Hillel de la synagogue Klaus-Lemle-Moses à Mannheim et d'Isaac de Durlach. Il continuera même après la mort de Feist Oppenheimer en 1720, et ne cessera que le 1er avril 1737 quand Moyses David vend la maison Zur Blauen Lilie pour 1 590 florins à la communauté juive réunie. Tolérée jusqu'alors en tant que synagogue privée, elle devient ainsi officiellement une synagogue communautaire.
On connait l'aspect de cette synagogue par les plans réalisés par l'architecte Breunig à l'automne 1714, ainsi que par les plans de l'intérieur réalisés pour la vente aux enchères en décembre 1714 des sièges. D'après ces plans, la synagogue possède deux niveaux plus des combles. La salle pour les hommes se situe au rez-de-chaussée, tandis que les femmes sont installées sur une galerie au premier étage, accessible par une entrée séparée de celle des hommes. L'Arche Sainte, positionnée sur le mur est de la salle de prière réservée aux hommes, est encadrée par un escalier à double rampe. Les trente sièges pour les hommes sont disposés sur les quatre côtés de la pièce. Devant ces sièges devaient certainement se trouver des pupitres. Dès 1776, le bâtiment est vétuste et fait l'objet d'une rénovation.   

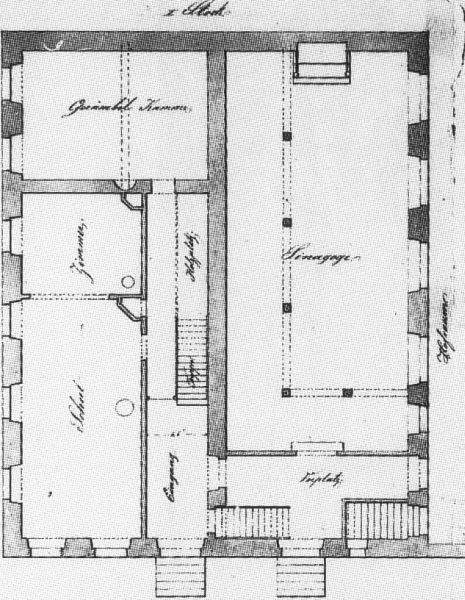
La synagogue Zur Blauen Lilie; plan d'architecte de 1847; le rez-de-chaussée
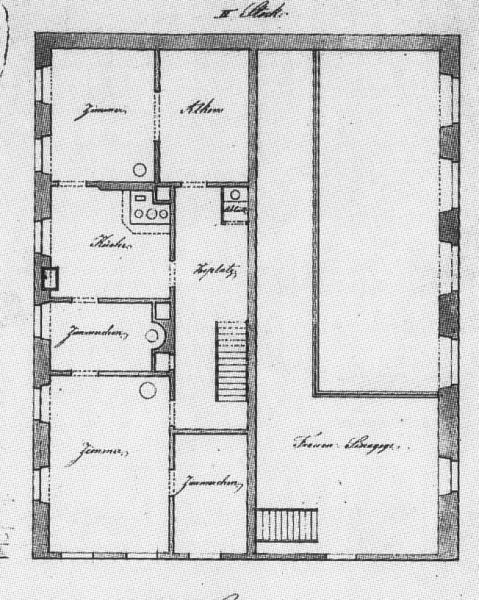
La synagogue Zur Blauen Lilie; plan d'architecte de 1847; le premier étage avec la galerie des femmes
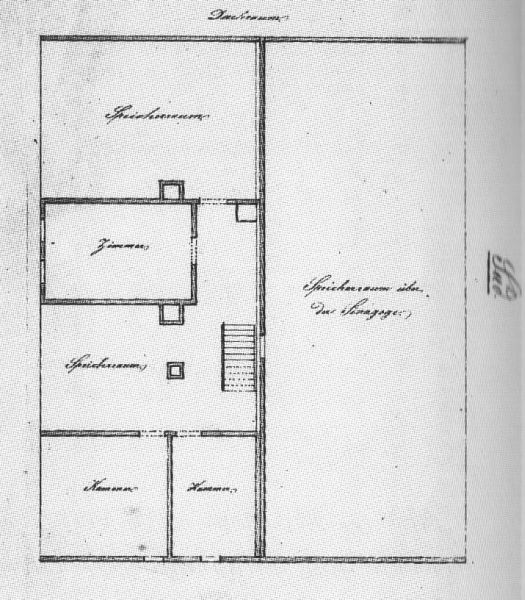
La synagogue Zur Blauen Lilie; plan d'architecte de 1847; les combles

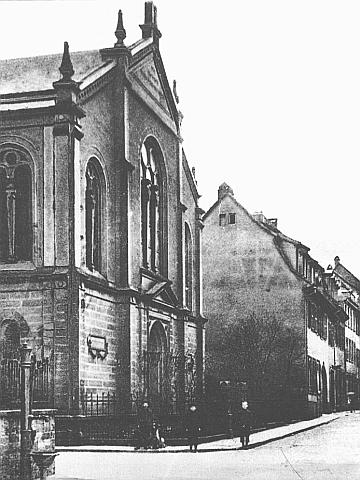
La synagogue en 1913

### La nouvelle synagogue
Tout au long du XIXe siècle, la population juive de Heidelberg croit fortement et l'ancienne synagogue devient trop petite. En 1875, la communauté prend la décision de construire une nouvelle synagogue à l'emplacement de la présente synagogue. Elle cherche tout d'abord un espace approprié pour pouvoir célébrer les offices pendant la construction de la nouvelle synagogue. Une synagogue provisoire va fonctionner d'août 1875 à avril 1878, au 20 Grabengasse, dans l'ancienne chapelle de l'ancien couvent des Augustins, transformé en école municipale. La chapelle a été aménagée en salle de gymnastique pour les jeunes filles, et l'inspecteur scolaire et le conseil municipal donnent leur accord à la communauté juive pour que celle-ci utilise cet espace pendant le chabbat et les jours de fête et que pendant la semaine, celui-ci continue à être utilisé comme salle de gymnastique.
La construction de la synagogue ne commence pas avant 1877. Pendant l'été, la communauté juive achète la maison située au 2 Lauerstraße, dont le terrain est contigu avec celui de l'ancienne synagogue afin de créer plus d'espace pour la nouvelle construction. Le bâtiment de l'ancienne synagogue est rasé, et la nouvelle synagogue est construite selon les plans du célèbre architecte Hermann Behaghel (1839-1921) de Heidelberg, qui entre 1870 et 1910 bâtira de nombreuses maisons et églises principalement à Heidelberg et à Mannheim. Malheureusement, les plans de la synagogue n'ont pu être retrouvés. La synagogue fait partie de ses premières constructions.    
D'après les photographies aussi bien de l'extérieur que de l'intérieur de la synagogue, on s'aperçoit que Behaghel a utilisé un mélange de styles différents, faisant de la synagogue un bâtiment de style éclectique typique de l'époque. La forme générale du bâtiment est plutôt gothique, mais celui-ci possède des éléments romans comme le portail à voussures et la frise du pignon. On trouve aussi le style Renaissance dans la conception des fenêtres. 

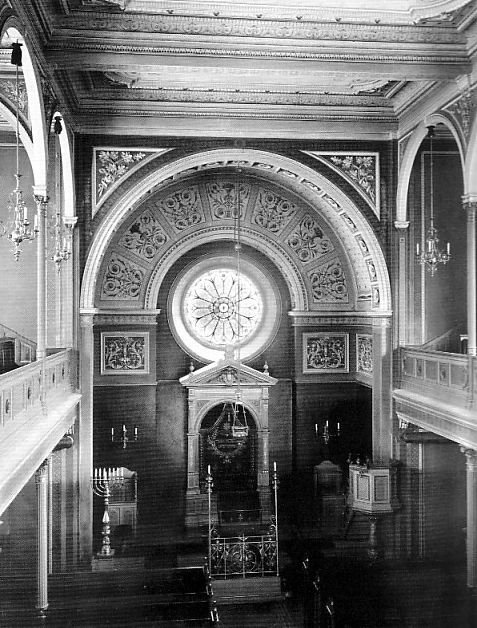
Intérieur de la synagogue en 1895 avec l'Arche Sainte et la Bimah

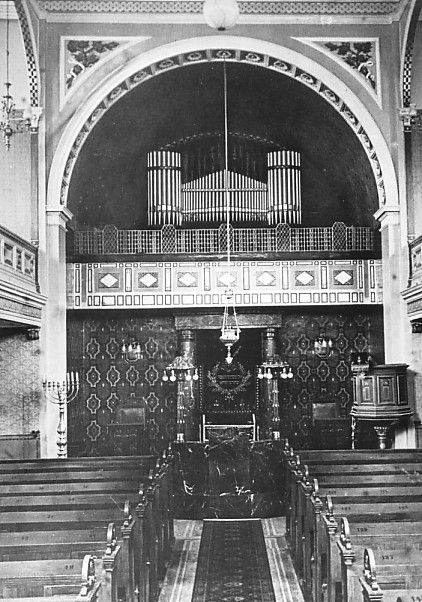
Intérieur de la synagogue en 1913 avec l'orgue installé

L'inauguration de la synagogue a lieu le 12 avril 1878:
« La communauté juive locale a inauguré le 12 [avril] leur synagogue nouvellement construite, financée entièrement par leurs propres moyens. Le sermon a été prononcé par le Dr Sontheimer sur le sujet suivant: "j’aime le séjour de ta maison, le lieu où ta gloire habite", et toute la cérémonie fit une impression exaltante sur les nombreux membres des autres confessions présents, à laquelle ont aussi contribué les belles proportions et ornementations du nouveau temple. L'architecte Behaghel a dirigé la construction avec sagesse, si bien que le montant du devis estimatif n'a même pas été atteint, un résultat certainement rare pour une construction monumentale. »
En 1913, la synagogue est agrandie et rénovée selon les plans de l'architecte juif Siegfried Seidemann (de). En même temps, un orgue est installé. Seidemann sera aussi responsable ultérieurement de la transformation de la synagogue Klaus de Mannheim en 1929-1930 et de celle de Neidenstein en 1930-1931. Le bâtiment de la synagogue est étendu vers l'est sur la parcelle du 4  Lauerstraße. Cette extension contient un vestiaire, la tribune pour l'orgue et les escaliers pour y accéder. La dimension de la synagogue est à présent de 19,6 mètres par 23,5 mètres. Au rez-de-chaussée de la maison communautaire, se trouve une salle utilisée comme salle de prière pour les jours de semaine. La cérémonie à l'occasion de la refonte de la synagogue se déroule le dimanche 13 avril 1913.
Une dernière rénovation a lieu, probablement en 1934, sous les ordres de Siegfried Seidemann. Celle-ci concerne principalement la peinture de l'intérieur de la synagogue.

### La synagogue orthodoxe
Pendant la Première Guerre mondiale, de nombreux Juifs d'Europe de l'Est s'installent à Heidelberg. Orthodoxes, ils fondent l'association Ez chajim (Arbre de vie) et en 1921 la Verein gesetzestreuer Juden in Heidelberg '(Association des Juifs respectueux de la loi à Heidelberg). Certains membres orthodoxes de la communauté juive rejoignent ces nombreux Juifs de l'Est et en 1929, l'association engage Hermann Mayer de la communauté juive orthodoxe de Stuttgart comme rabbin.
Le 2 avril 1932, celle-ci inaugure une synagogue orthodoxe à l'arrière du bâtiment situé 35 Plöck, conçue par le Dr Großberger. La synagogue est ornée avec goût grâce à de nombreux dons. Elle possède une cinquantaine de places pour les hommes et une trentaine pour les femmes. À côté de la synagogue se trouve un Mikvé (bain rituel) orthodoxe. 
L'inauguration de la synagogue est décrite dans la revue juive orthodoxe Der Israelit'': 
« Le chabbat de la Parasha Chemini, l'association des Juifs respectueux de la loi à Heidelberg avait invité ses membres à un service de célébration pour marquer l'inauguration de sa nouvelle salle de prière (synagogue).  Ces invitations avaient aussi été remises à de nombreux membres de la communauté principale et de l'association des Juifs de l'Est Ez chajim. Dans son discours, le premier président, M.. Simon Hochherr, a accueilli au nom de l'association, toutes les personnes présentes, et notamment les représentants officiels de la communauté principale. Dix ans se sont écoulés depuis la fondation dans des conditions difficiles de l'association pour la surveillance, la protection et la promotion du judaïsme respectueux de la loi. Si malgré toutes les difficultés l'association continue d'exister de nos jours, elle le doit à son adhésion indéfectible à ses idéaux. En particulier M. Saul Deutsch, considéré comme l'âme de l'association, et qui ne voulait pas être mentionné, a contribué de façon désintéressée. Maintenant qu'un temple digne est inauguré aujourd'hui, il espère que tous les membres continueront à être fidèles aux idéaux de l'association. À la fin de son discours, M. Hochherr a remercié les nobles donateurs pour leur soutien et en particulier M. le Dr Großberger, qui a su créer un lieu tellement artistique et digne malgré des moyens limités. Toute l'assistance a été conquise par cet office festif, dont le caractère particulièrement solennel est dû à la merveilleuse interprétation du cantor Finkelstein de Francfort-sur-le-Main. »

### Destruction de la synagogue en 1938
La synagogue est incendiée par des membres de la SA pendant la nuit de Cristal, du 9 au 10 novembre 1938.
Le 10 novembre, à  deux heures du matin, les SA de Heidelberg apportent de la sciure de bois et des bidons d'essence et commencent à mettre le feu à la synagogue de la Große Mantelgasse. Le bâtiment est la proie des flammes entre trois et quatre heures. Vers quatre heures, les pompiers arrivent, mais ils reçoivent l'ordre de la SA de laisser brûler le bâtiment de la synagogue et seulement de faire en sorte que l'incendie ne se propage aux maisons avoisinantes. La synagogue est complètement détruite.
Dans le courant de la matinée, le chef de district du NSDAP (le parti nazi), se rend sur place pour observer personnellement le résultat de l'action. Vers sept heures, les pompiers et les hommes de la SA quittent les lieux. La synagogue va continuer de brûler toute la matinée. La salle de prière située dans le centre communautaire est gravement endommagée par le feu, et l'appartement de l'officiant, situé au-dessus est entièrement saccagé par les SA. Les rouleaux de Torah, ainsi que les différents objets de liturgie pris dans la synagogue sont amenés au poste de police. Ils seront brûlés sur l'Universitätsplatz, une semaine plus tard par des citoyens et des étudiants nazis.
Le 10 novembre 1938, la synagogue orthodoxe est aussi saccagée, mais pourra être remise partiellement en état dès le début de l'année 1939 pour les offices. La salle de prière dans le centre communautaire va aussi pouvoir être réparée pour les besoins du culte.
En février 1939, les ruines de la synagogue sont abattues au frais de la communauté juive et en 1941, le terrain de la synagogue au 1 à 3 Große Mantelgasse devient la propriété de la   Reichsvereinigung der Juden in Deutschland (Association du Reich des Juifs en Allemagne), contrôlée par la Reichssicherheitshauptamt (Office central de la sécurité du Reich). Le terrain est alors utilisé comme aire de jeu.
Après la déportation en octobre 1940, de la majorité des Juifs du pays de Bade vers Gurs, le centre communautaire juif laissé vacant est utilisé par les travailleurs municipaux. En mars 1942, la ville de Heidelberg achète le terrain de la synagogue pour 9 790 marks.

## Les rabbins de Heidelberg

### Rabbins communautaires
Ci-dessous la liste des rabbins de Heidelberg au XIX et XXe siècle. À partir de 1827 et jusqu'en 1933, le rabbin de Heidelberg est aussi rabbin de district.
- jusqu'en 1815 : Löb Herz Richen (connu aussi sous le nom de: Löb Richheimer), né en 1733 à Richen près d'Eppingen, décédé en 1815 à Heidelberg. Il est le premier rabbin de la Klaus (maison d'étude) Elias-Haium de Mannheim, fondée en 1766. Devient plus tard rabbin de Heidelberg, puis rabbin-adjoint du Palatinat du Rhin et chef de l'école talmudique dans la Mantelgasse.
- de 1816 à 1824 : Jakob-Koppel Bamberger, né en 1785 à Neckarbischofsheim, décédé en 1864 à Worms. Après des études en autodidacte et avoir obtenu son diplôme de rabbin du rabbin Ascher Löw de Karlsruhe, il exerce jusqu'en 1824 au tribunal rabbinique de Mannheim et de Karlsruhe. Il est rabbin de Heidelberg de 1816 à 1824 et est nommé en 1824 rabbin à Worms où il dirige aussi une petite Yechiva.
- de 1825/1827 à 1870 : Salomon Fürst, né en 1799 à Mannheim, décédé en 1870 à Heidelberg. Après des études à Mannheim puis à Wurtzbourg, il est nommé en 1825, avec le rabbin Hirsch Traub coprésident de la synagogue provinciale du Bas-Rhin et rabbin administrateur à Heidelberg. À partir de 1827, il est rabbin de district à Heidelberg. Il se marie avec Therese-Gresel Traub avec qui il aura quatre fils et une fille.
- de 1872 à 1899 : Hillel Sondheimer (de), né en 1840 à Eppingen, décédé en 1899 à Heidelberg. Après des études à Heidelberg, Wurtzbourg et Berlin, il est nommé en 1862 rabbin de district à Gailingen, puis à partir de 1872 rabbin de district à Heidelberg.
- de 1900/1901 à 1930/1932 : Hermann Pinkuss, né en 1867 à Nikolai en Haute-Silésie, décédé en 1936 à Francfort-sur-le Main. Il fait ses études de 1886 à 1896 à Breslau et à Berlin et est nommé en 1894 rabbin adjoint de la Nouvelle synagogue de Breslau et responsable de la seconde école religieuse. À partir de 1900/1901 et jusqu'en 1930, il est nommé rabbin de district à Heidelberg, responsable aussi de Sinsheim et de Ladenburg, et à partir de 1923 de Mosbach. Il prend sa retraite en 1930, mais reste actif jusqu'à ce que son neveu Fritz Pinkuss prenne la relève en 1932. Marié à Olga Mayer, il a deux fils, Bruno, assassiné en 1943 à Auschwitz et Richard qui réussit à émigrer aux États-Unis.
- de 1932 à 1936 : Fritz Pinkuss (de), né en 1905 à Egeln dans le Land de Saxe-Anhalt, décédé en 1994 à São Paulo  (Brésil). Neveu du rabbin Hermann Pinkus, il étudie de 1925 à 1928 à Breslau et Berlin et obtient son doctorat en 1928 à Wurtzbourg et son diplôme de rabbin en 1931 à Berlin. En 1930, il demande à succéder à son oncle le rabbin de district de Heidelberg, poste qu'il obtient en 1932. En 1936, il décide d'émigrer au Brésil avec sa femme Lotte Selma Sternfels et son fils Michael. De 1936 à 1987, il occupe le poste de rabbin de la Congregação São Paolo et est nommé grand-rabbin en 1955.
- de 1936 à 1938 : Ulrich B. Steuer, né à Breslau en 1912, décédé à Milwaukee aux États-Unis. Il étudie de 1930 à 1935 à Breslau et est nommé rabbin adjoint à Karlsruhe en juin 1934. Rabbin de district à Heidelberg depuis août 1936, il émigre aux États-Unis en 1938 où il devient le rabbin de la communauté Beit Sholom de Fredericksburg, Virginie. Après 1945, il est rabbin à Columbus, Ohio, puis de plusieurs autres communautés.
- de 1938 à 1939 : Hans Zucker, né en 1909 à Lossen en Silésie, décédé en 1981 à San Leandro en Californie (États-Unis). Il obtient son doctorat en 1936 après des études à Breslau et à Berlin. De 1931 à 1936, il est prédicateur à la communauté libérale de Berlin et de 1936 à 1938, professeur à l'école Philanthropin de Francfort. En 1937, il est nommé rabbin à Coblence et est rabbin de district de 1938 à 1939 à Heidelberg. En 1939, il réussit à fuir en Angleterre avant de rejoindre les États-Unis où il change son nom en John Zucker. En 1942, il est rabbin du Temple Beth Or à Reno dans le Nevada, en 1946 rabbin du Temple Israel à Alameda en Californie et en 1947 rabbin du Temple Beth Sholom à San Leandro en Californie.

### Rabbin orthodoxe
- Hermann Mayer: professeur de Talmud à Stuttgart, il est nommé en septembre 1929 rabbin de la communauté orthodoxe Adat mechaske hadat, association des Juifs respectueux de la loi à Heidelberg.

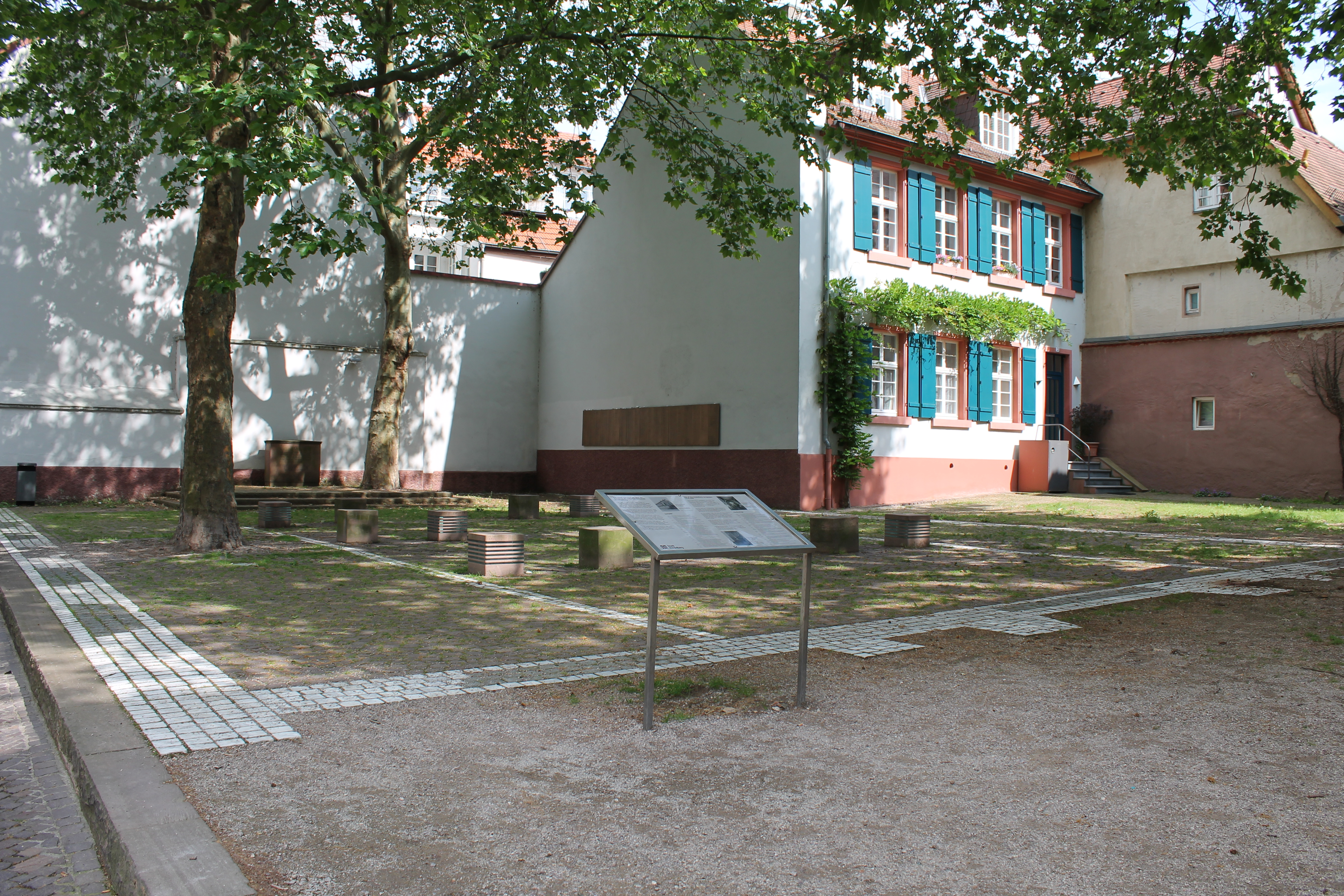
Aménagement de la Synagogenplatz

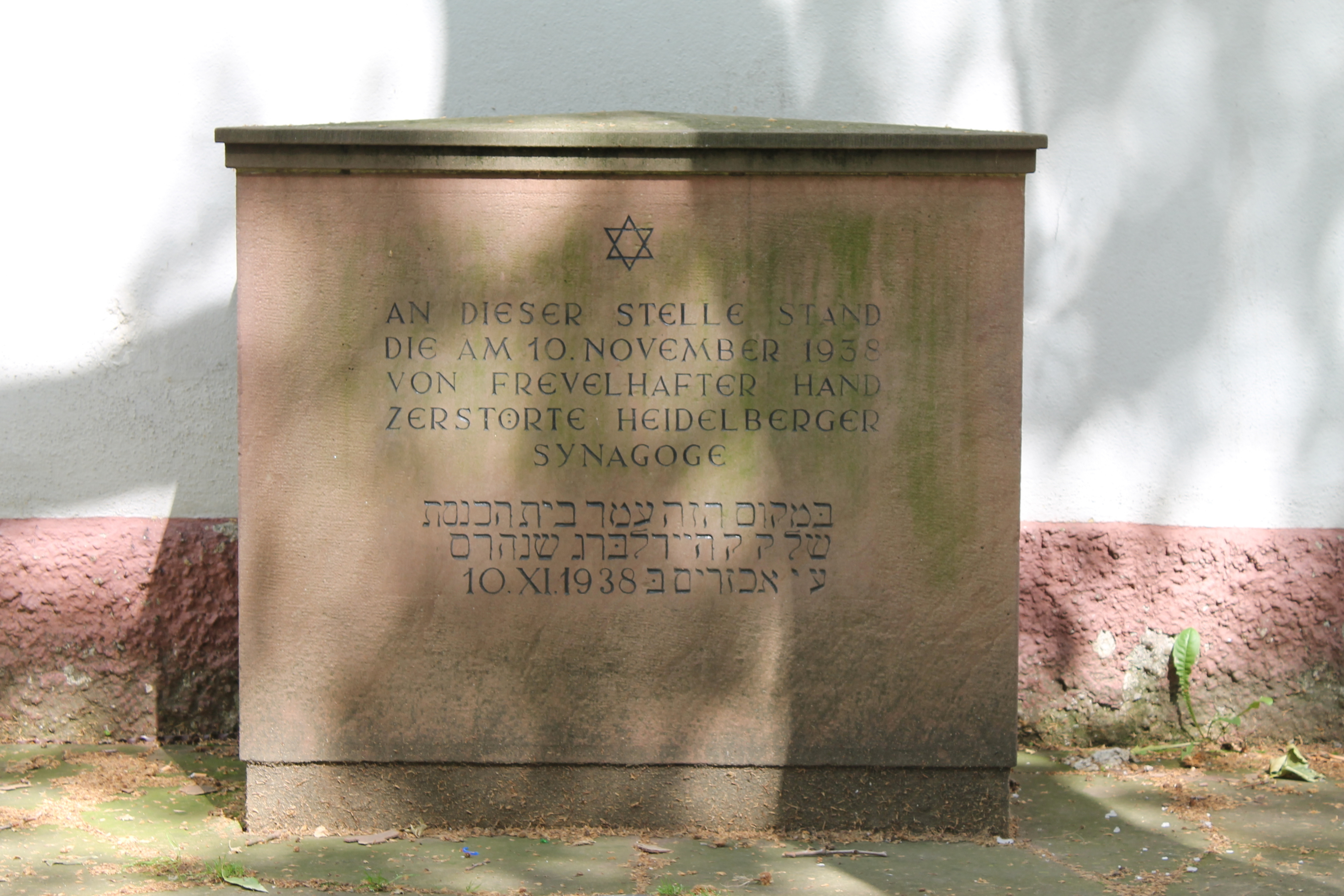
Le mémorial sur la Synagogenplatz

## Mémoriaux

### À l'emplacement de l'ancienne synagogue
Après 1945, le terrain de la synagogue communautaire est saisi par les militaires alliés et transféré au JRSO (Jewish Restitution Successor Organization), responsable de la gestion du patrimoine juif. En 1951, le terrain est remis à la communauté juive de Heidelberg, nouvellement recréée, qui le vend en 1955 à la ville de Heidelberg. Le terrain est utilisé initialement comme parking et renommé en 1956 Alter Synagogenplatz. Il est transformé en parc en 1978, puis réaménagé en 2001 pour en faire un jardin du souvenir. L'emplacement de la synagogue est matérialisé par des allées dallées et au fond se trouve un monument commémoratif avec écrit en hébreu et en allemand:
« An dieser Stelle stand die, am 10 November 1938 von frevelhafter Hand zerstörte, Heidelberger Synagoge
(À cet emplacement, se trouvait la synagogue de Heidelberg, détruite le 10 novembre 1938 par des mains sacrilèges) »
Sur le mur de la maison du 3 Große Mantelgasse, l'ancienne maison du rabbin, au nord de la place ont été accrochés des plaques portant le nom des 292 habitants juifs de Heidelberg, déportés au camp de Gurs en 1940. 
Le bâtiment de l'ancienne synagogue orthodoxe a été abattu en 1959, pour permettre l'extension du grand magasin Kaufhof.

### LesStolpersteine
Les Stolpersteine (pierres qui font trébucher) sont des pavés insérés dans la chaussée devant la dernière habitation connue d'une victime du nazisme, sur lesquels est fixée une plaque de cuivre indiquant le nom, la date de naissance et la date de décès, si elle est connue, de la personne. Ces pierres du souvenir ont été développées par l'artiste de Cologne, Gunter Demnig, qui a reçu pour ce projet le Verdiensorden (ordre du mérite) de la République fédérale d'Allemagne. Plus de 400 villes en Allemagne, mais aussi des villes en Autriche, Belgique et Hongrie, ont procédé à l'installation de Stolpersteine, certaines villes non seulement pour les Juifs assassinés, mais aussi pour les autres victimes du nazisme, les Tsiganes, les homosexuels les communistes et les résistants.
En janvier 2010, le conseil municipal décide de refuser la pose de Stolpersteine à Heidelberg et de mettre au pont un concept de la culture du souvenir. Il considère que Heidelberg possède déjà un nombre important de plaques commémoratives réparties sur toute la ville, dont certaines pour des évènements datant du Moyen Âge. l'Office culturel a l'intention de préparer une liste de tous les monuments et plaques commémoratives dans la ville, et de la publier sur Internet.
Mais de nombreux citoyens sont partisans des Stolpersteine et organisent une pétition pour trouver des sponsors:
« Maintenant le conseil municipal doit donner son accord. Après d'interminables discussions, les Stolpersteine pour les victimes du nazisme de Heidelberg, peuvent enfin être posées dans la ville. L'initiative Stolperstein  développée par un groupe de citoyens et d'organisations privées est prête. Elle a travaillé sur 15 propositions où et pour qui les plaques de laiton peuvent être intégrées au sol. Toutes ces plaques ont déjà trouvé des sponsors qui prennent en charge les frais.  »
Le 15 premières Stolpersteine sont posées en octobre 2010. En décembre 2011 a lieu le second dépôt de Stolpersteine, pour 21 personnes en 7 endroits différents de la ville.